# 南極礦產資源活動監管公約
《南極礦產資源活動監管公約》（英語：Convention on the Regulation of Antarctic Mineral Resource Activities）是南極條約體系的部分條約。該公約於1988年6月2日在威靈頓締結，紐西蘭政府是條約的保管人。
該公約由19個國家簽署，但沒有國家批准。 因此，該公約尚未生效，並已被1998年《南極條約環境保護議定書》（《馬德里議定書》）所取代。

## 外部連結
- 原文 （页面存档备份，存于）
- 南極條約秘書處（页面存档备份，存于）